# Villa Jahr

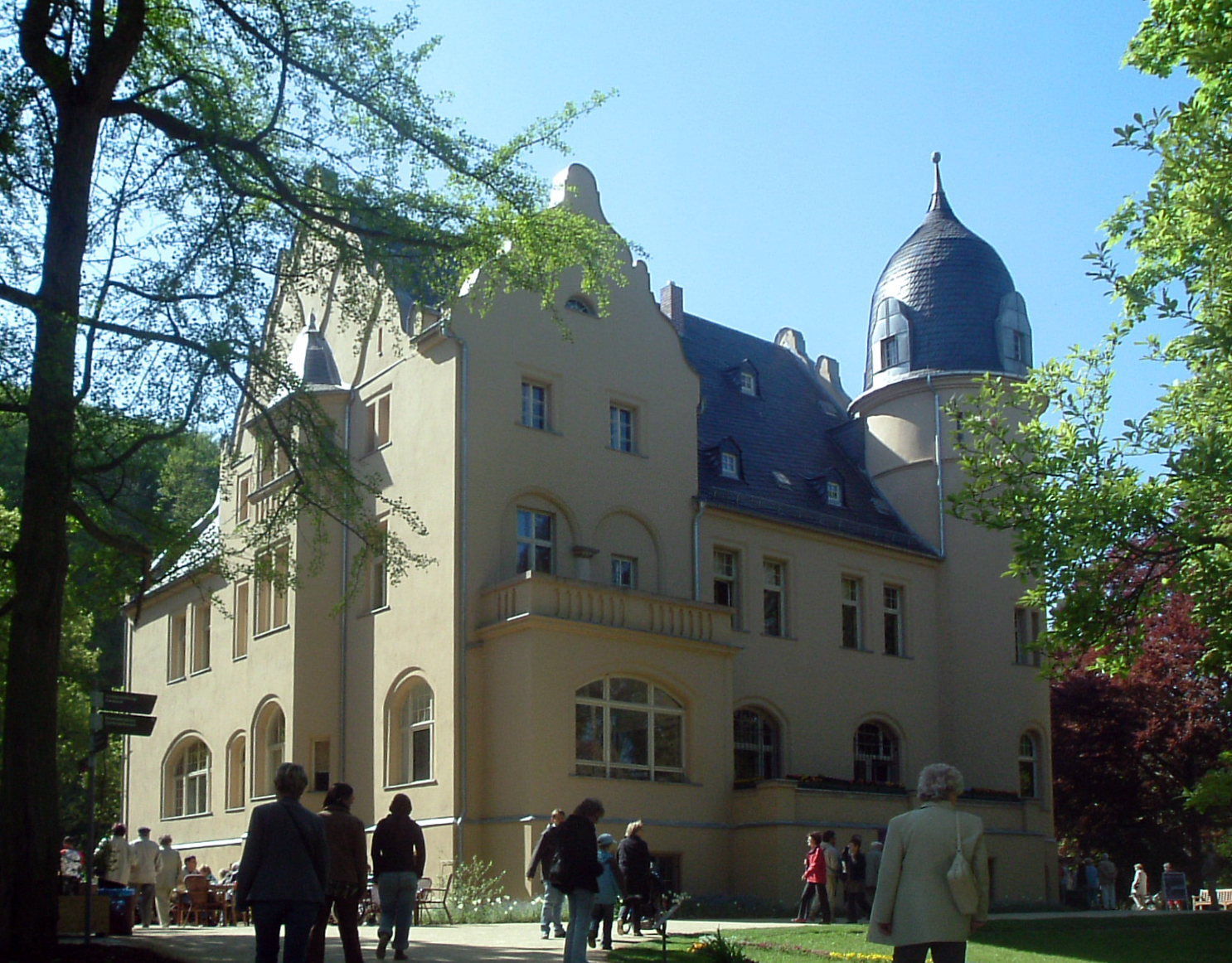
Die Villa Jahr zur Bundesgartenschau 2007

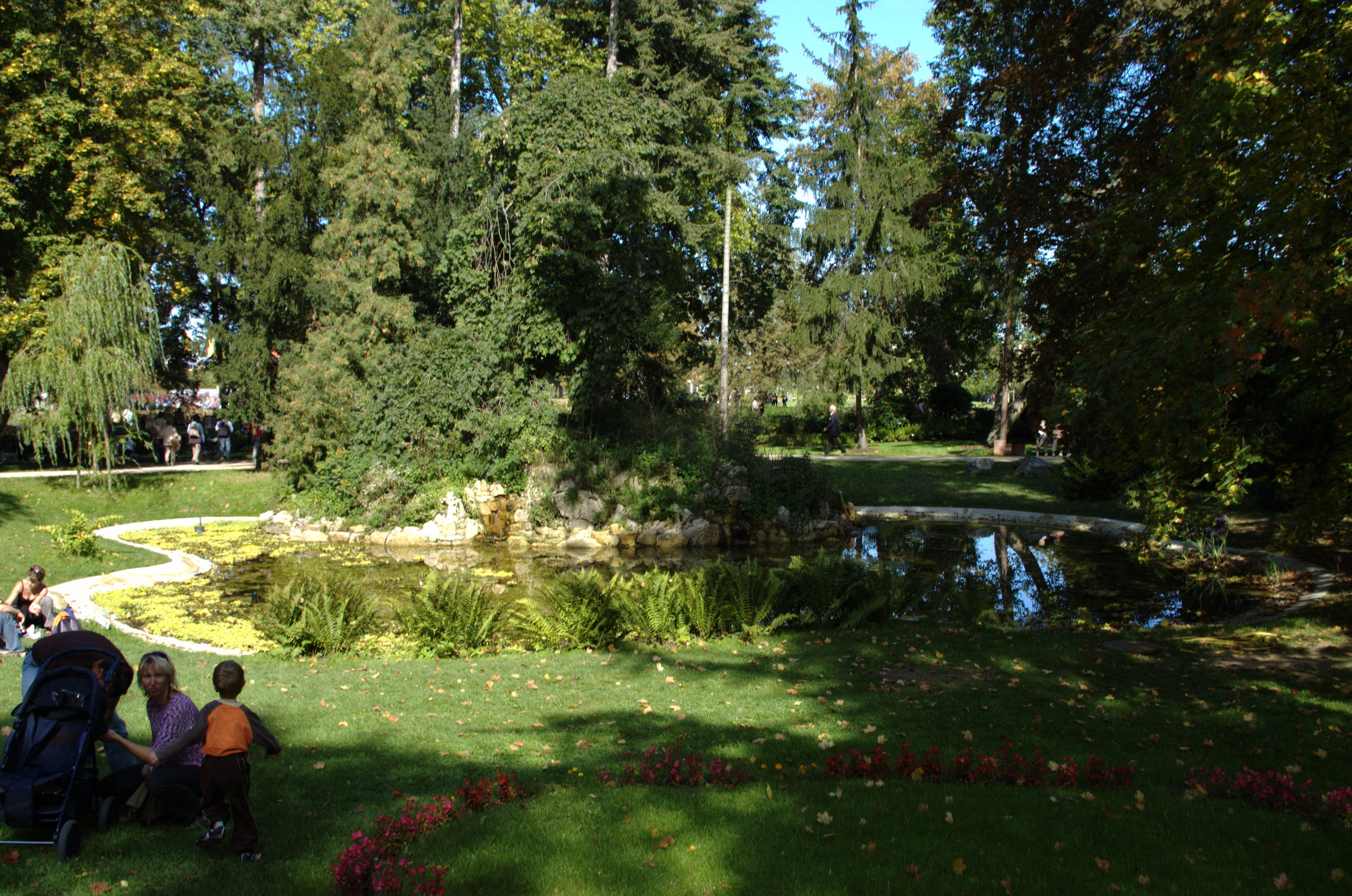
Gartenteich der Villa Jahr während der Bundesgartenschau 2007

Die Villa Jahr ist eine Villa im Norden des Geraer Stadtteils Heinrichsgrün, nahe dem linken Ufer der Weißen Elster.

## Geschichte
Die Villa wurde in den Jahren 1905 bis 1907 im Stil des Historismus für den Geraer Industriellen Moritz Rudolf Jahr, Sohn und Erbe des Maschinenbauunternehmers Ernst Moritz Jahr (1816–1899), durch den Geraer Architekten Rudolf Schmidt erbaut.
1945 wurde die Familie Jahr enteignet. Die Villa wurde zunächst als Wohnung des sowjetischen Stadtkommandanten genutzt, später als Kinderheim sowie als Internat für das jetzige Goethe-Gymnasium.
Seit dem Jahr 2024 wird die Villa durch die neuen privaten Eigentümer renoviert und wieder in ihren ursprünglichen Zustand zurückversetzt, um dort Start-ups anzusiedeln und diese mit Investoren zusammenzubringen.

## Bundesgartenschau 2007
Zur Bundesgartenschau 2007 befand sich die Villa Jahr innerhalb des Ausstellungsbereiches Hofwiesenpark. Mit dem eigentlichen Park war sie durch eine neu errichtete Fußgängerbrücke, den Textimasteg, verbunden. Der im Stil eines englischen Landschaftsgarten gestaltete zur Villa gehörige Park diente als Ausstellungsfläche zum Thema Grabgestaltung, die Villa selbst wurde teilweise renoviert und wurde als Ausstellungsgebäude des Bundes deutscher Friedhofsgärtner genutzt.